# Вардинь-Ґурни
Вардинь-Ґурни (пол. Wardyń Górny) — село в Польщі, у гміні Полчин-Здруй Свідвинського повіту Західнопоморського воєводства.
Населення — 343 особи (2011).

## Демографія
Демографічна структура станом на 31 березня 2011 року:
|          | Загалом | Допрацездатний вік | Працездатний вік | Постпрацездатний вік |
| -------- | ------- | ------------------ | ---------------- | -------------------- |
| Чоловіки | 177     | 43                 | 123              | 11                   |
| Жінки    | 166     | 30                 | 109              | 27                   |
| Разом    | 343     | 73                 | 232              | 38                   |